# Вех Ардашир
Вех Ардашир (који се такође пише као Бех Ардашир и Вех Ардашир), био је древни сасанидски град у данашњем Ираку и формирао је предграђе њихове престонице, Ктесифона.

## Историја
Првобитно познат као Селеукија, град је обновио и преименовао 230. године оснивач Сасанидског царства, краљ Ардашир I (в. 224-240). Град је за Јевреје био познат као Махоза,за хришћане као Кохе (сиријски језик), а Арапи су га познавали као Бехрасир. Вех Ардашир био је насељен многим богатим Јеврејима, и био је седиште цркве несторијанског патријарха.
Град је био окружен зидинама које су се простирале у виду кружног облика.
Познато је да је гувернер марзбан (генерал из пограничне провинције, "марграве") боравио у тврђави у северном делу овог града, 420. године. Средином 5. века дошло је до поплаве у Вех Ардаширу, која је град поделила на два дела. То је резултирало падом града и напуштањем многих делова града. За време владавине краља Хозроја II (590-628), изграђена је палата у близини вртова која је добила име Багх-и Хиндуван (што значи "врт Индијаца").Током 636. године, Вех Ардашир је заузео арапски војсковођа Халид ибн Урфута током муслиманског освајања Персије.